# Ankylopteryx (Ankylopteryx) nepalensis
Ankylopteryx (Ankylopteryx) nepalensis is een insect uit de familie van de gaasvliegen (Chrysopidae), die tot de orde netvleugeligen (Neuroptera) behoort. 
Ankylopteryx (Ankylopteryx) nepalensis is voor het eerst wetenschappelijk beschreven door Hölzel in 1973.